# Архимедова спирала
Архимедова спирала е равнинна трансцендентна крива, която се дефинира като геометричното място на точка, движеща се с постоянна скорост v по лъч, който се върти около полюс О с постоянна ъглова скорост w.
Кривата е алгебрична спирала, тъй като уравнението ѝ в полярни координати е във вид на полином: {\displaystyle \rho =a\varphi }, където {\displaystyle a={\frac {v}{w}}}.
Състои се от два клона, съответстващи на положителните и отрицателните стойности на {\displaystyle \varphi }. Обикновено се изобразява само единият от тях.
Специфично за архимедовата спирала е, че разстоянието между всеки две съседни намотки е постоянно число, равно на {\displaystyle 2\pi a}.
Радиусът на кривината на спиралата е: {\displaystyle R=a{\frac {(\varphi ^{2}+1)^{\frac {3}{2}}}{\varphi ^{2}+2}}}.
Кривата е наречена архимедова, тъй като първи я е изследвал Архимед във връзка с трисекцията на ъгъла и квадратурата на кръга. Архимед открива формулата за площта на сектора, което е един от първите примери за квадратура на криволинейна област. Площта на сектор M1OM2 се изчислява по формулата: {\displaystyle S={\frac {a^{2}}{6}}({\varphi _{2}}^{3}-{\varphi _{1}}^{3})}, където {\displaystyle \varphi _{1}} е ъгълът между полярната ос и OM1, а {\displaystyle \varphi _{2}} е ъгълът между полярната ос и OM2, {\displaystyle \varphi _{1}<\varphi _{2}}.
В края на 17 век спиралата бива и ректифицирана (Бонавентура Кавалиери, Жил де Робервал, Пиер дьо Ферма, Блез Паскал). Дължината на дъга от кривата, отговаряща на ъгъл {\displaystyle \varphi } се изчислява по формулата: {\displaystyle L={\frac {a}{2}}\left[\varphi .{\sqrt {1+\varphi ^{2}}}+\operatorname {argsh} \,\varphi \right]}.
Понякога под архимедова спирала се разбира по-голям клас спирали с общо параметрично уравнение {\displaystyle r=a+b\varphi ^{1/x}}, където традиционната архимедова спирала се получава при x = 1, a = 0. При това обобщение, други видове архимедови спирали са хиперболичната спирала, спиралата на Ферма и жезълът.